# Gals Panic
Gals Panic (ギャルズパニック?, Gyaruzu Panikku) è un videogioco arcade pubblicato nel novembre 1990 sviluppato da Kaneko. Si tratta di un videogioco eroge ispirato a Qix.

## Modalità di gioco
Lo scopo del turno di gioco è di rivelare almeno l'80% delle fattezze delle modelle poste sullo sfondo. È tuttavia possibile raggiungere il 100% intrappolando il boss di turno in un'area dove la silhouette della modella non è presente. Inoltre è possibile superare il turno accumulando bonus: questi faranno muovere una freccia verde posta nella parte superiore dello schermo verso un'icona a forma che raffigura della dita a V.
All'inizio del gioco il giocatore ha la possibilità di scegliere tra sei modelle:
- Marina
- Ayami
- Nami
- Yuki
- Emi
- Shiori

Una volta scelta la modella il giocatore dovrà svelare la sua silhouette tre volte, affrontando ad ogni turno un boss diverso. Dopo aver raggiunto tale obiettivo il giocatore potrà scegliere una nuova modella. Egli ha a disposizione tre vite per completare il gioco.
All'inizio di ogni quadro il giocatore ha a disposizione tre minuti per rivelare la sagoma della modella. Il giocatore dirige un piccolo rombo marcatore verde tramite il joystick. Per poter muovere il marcatore il giocatore dovrà mantenere premuto il tasto a disposizione (rilasciando tale tasto il marcatore ritornerà al posto iniziale). Non è possibile muovere il rombo in diagonale. Per svelare una porzione di sagoma il giocatore dovrà disegnare delle forme poligonali tramite il marcatore. Mantenendo premuto il tasto a disposizione il marcatore tratteggia tramite una linea verde il perimetro desiderato. La linea non può essere intrecciata. La porzione di sagoma è svelata solo quando il marcatore raggiunge una porzione già svelata o un bordo del quadro. Se la linea verde viene toccata da un nemico il giocatore perde una vita. Se il giocatore indugia nel disegnare la linea il rombo assume un colore arancione e, se nessuna forma verrà disegnata, verrà penalizzato: in questo caso la freccia posta in alto si dirigerà verso un'icona a forma di teschio.

## I boss
Ad ogni turno il giocatore affronta un boss diverso. Questi sono:
- il ragno
- il volto fiammeggiante
- la piramide